# Benny Shanon
Benny Shanon (Hebreeuws: בני שנון) (Tel Aviv, 1948) is een Israëlische psycholoog en taalkundige. Hij is hoogleraar aan de Hebreeuwse Universiteit van Jeruzalem, waar hij de Mandel-leerstoel in cognitieve psychologie en onderwijs bezet.

## Opleiding en werk
Shanon studeerde filosofie en taalwetenschappen aan de Universiteit van Tel Aviv, gevolgd door een psychologie- en medicijnenstudie aan de Hebreeuwse Universiteit van Jeruzalem. Aan de Stanford-universiteit in de Verenigde Staten behaalde hij zijn masters in de taalwetenschappen en promoveerde hij in 1974 in de experimentele psychologie. Zijn proefschrift had als titel Places--a study of human long-term memory under natural and artificial conditions.
Na zijn afstuderen gaf hij twee jaar les aan het Massachusetts Institute of Technology. Sinds 1976 is hij aan de psychologische faculteit van de Hebreeuwse Universiteit van Jeruzalem verbonden. Van 1990 tot 1992 stond hij aan het hoofd van de faculteit. Vanaf 1992 bezet hij binnen de faculteit de eerdergenoemde Mandel-leerstoel. Tussentijds vervulde hij een gasthoogleraarschap aan de Cornell-universiteit en aan het Swarthmore College en deed hij onderzoek bij diverse buitenlandse wetenschapsinstituten, zoals bij het Netherlands Institute for Advanced Study (NIAS), waaraan hij van september 1998 tot juli 1999 als fellow verbonden was.

## Onderzoeksgebied
Shanons onderzoeksgebied omvat behalve de cognitieve psychologie ook de psycholinguïstiek, de neuropsychologie, de semantiek en de pragmatiek van natuurlijke talen alsook de filosofie van psychologie. Heden ten dage richt hij zich hoofdzakelijk op het verschijnsel van de menselijke gewaarwording, waarbij hij zowel gewone als buitengewone toestanden van de geestelijke gesteldheid van mensen onderzoekt. Vooral de invloed van het geestverruimende ayahuasca op het menselijke geestesvermogen heeft zijn speciale aandacht.

### 'Mozes en de Israëlieten onder geestverruimende invloed'
Begin maart 2008 vertelde hij in een vraaggesprek op de Israëlische radio dat hij van mening is dat Mozes en de Israëlieten bij het ontvangen van de Tien geboden in de Sinaïwoestijn onder invloed van geestverruimende plantenextracten zouden hebben gestaan en daardoor bijzondere geluiden zouden hebben gehoord die in de (Hebreeuwse) Bijbel als de stem van God staan beschreven (Sjemot/Exodus 19:16-25). Iets dergelijks zou Mozes zijn overkomen bij een brandend maar niet verterend braambos (ook in de Sinaïwoestijn) waar hij een ontmoeting met God zou hebben gehad (Sjemot/Exodus 3:1-6).
Volgens Shanon, die meedeelde zijn hypothese niet te kunnen bewijzen, ging het onder meer om acaciahout waarvan een enthegoene werking uitgaat en was deze houtsoort destijds volop in de Sinaïwoestijn aanwezig. Hij vertelde zelf in het Amazonegebied in Zuid-Amerika een overeenkomend hallucinogene plantenextract (ayahuasca) tot zich te hebben genomen en vervolgens soortgelijke ervaringen te hebben gehad als de oude Israëlieten zouden hebben waargenomen.
Zijn bevindingen staan weergegeven in het eerste nummer van het Britse wetenschappelijke tijdschrift Time & Mind en kregen veel aandacht in de pers.

## Publicaties (selectie)
- Places--a study of human long-term memory under natural and artificial conditions (proefschrift, 1974)
- The Representational and the Presentational (1993)
- The Antipodes of the Mind: Charting the Phenomenology of the Ayahuasca Experience (2002)